# NGC 4249
NGC 4249 је лентикуларна галаксија у сазвежђу Девица која се налази на NGC листи објеката дубоког неба.
Деклинација објекта је + 5° 35' 57" а ректасцензија 12h 17m 59,3s. Привидна величина (магнитуда) објекта NGC 4249 износи 14,0 а фотографска магнитуда 14,9. NGC 4249 је још познат и под ознакама MCG 1-31-39, CGCG 41-68, VCC 266, NPM1G +05.0333, PGC 39481.